# Liste d'avalanches en France
Cet article établit plusieurs listes d'avalanches de neige mortelles survenues en France : 
- dans des habitations,
- survenues au moins 3 fois dans le même site,
- depuis 1950, avec au moins 5 morts.

Sans être exhaustives ces listes sont constituées d'évènements avec des références, dans des lieux situés et avec des dates explicitées. Selon le cas, un même évènement peut se retrouver dans plusieurs de ces listes.

## Enjeux
Plus de 600 communes françaises (essentiellement en haute montagne des Alpes et des Pyrénées) sont concernées par les avalanches. Celles-ci sont responsables d’une trentaine de morts par an et d’un grand nombre de blessés, skieurs (randonneurs, hors-piste) le plus souvent.
Certaines de ces avalanches touchent des vallées urbanisées. Quand elles sont soudaines, rapides et puissantes, elles peuvent causer des dégâts considérables et faire de nombreuses victimes, comme lors de la catastrophe de Val-d'Isère (février 1970) ou de Montroc (février 1999). Pour améliorer la prévention des risques avalanches et renforcer alors la sécurité des personnes, ces avalanches exceptionnelles doivent être mieux prises en compte. C'est pourquoi la réglementation a évolué en 2015 et en 2022 afin que les zones d’impact des avalanches exceptionnelles soient dorénavant prises en compte dans les plans de prévention des risques naturels (PPRN).

## Listes d'avalanches

### Avalanches avec morts dans des habitations
Le tableau triable suivant est constitué d'une liste d'événements avalancheux ayant :
- des références historiques localisées en France et,
- causé des morts dans des habitations.

| Chronologie       | Localisation            | Localisation                | Localisation                                    | Localisation                                            | Conséquences    | Conséquences          |
| Date              | Département             | Commune                     | Lieu-dit                                        | Coordonnées                                             | Nombre de morts | Habitations détruites |
| ----------------- | ----------------------- | --------------------------- | ----------------------------------------------- | ------------------------------------------------------- | --------------- | --------------------- |
| 30 janvier 1132   | Isère                   | Saint-Pierre-de-Chartreuse  | Abbaye sous le col de la Ruchère                | 45° 22′ 40″ N, 5° 47′ 50″ E                             | 6               | Oui                   |
| 1408              | Hautes-Alpes            | Ristolas                    | L'Echalp, et ?                                  | 44° 45′ 35″ N, 6° 59′ 35″ E                             | 18              | 20                    |
| 1449              | Isère                   | Ornon                       | La Poutuire                                     | 45° 02′ 13″ N, 5° 58′ 28″ E                             | 14              | Oui                   |
| 1450              | Isère                   | Venosc                      |                                                 |                                                         | 5               | 26                    |
| 1451              | Hautes-Alpes            | L'Argentière-la-Bessée      | La Baume Noire                                  |                                                         | 1               | 4                     |
| 1454              | Hautes-Alpes            | L'Argentière-la-Bessée      | Champ Didier                                    | 44° 47′ 37″ N, 6° 30′ 45″ E                             | 2               | 2                     |
| 21 mars 1594      | Haute-Savoie            | Vallorcine                  | Église                                          | 46° 02′ 22″ N, 6° 56′ 09″ E                             | 1               | 1                     |
| 10 février 1600   | Hautes-Pyrénées         | Gèdre                       | Héas                                            | 42° 45′ 03″ N, 0° 05′ 14″ E                             | 20              | Plusieurs             |
| 12 février 1600   | Hautes-Pyrénées         | Viey                        | Ribeyres / Saint-Martin                         | 42° 52′ 50″ N, 0° 01′ 11″ E                             | 4               | Plusieurs             |
| 12 février 1600   | Hautes-Pyrénées         | Chèze                       | Bourg,                                          | 42° 54′ 27″ N, 0° 01′ 51″ O                             | 107             | Plusieurs             |
| 6 janvier 1601    | Savoie                  | La Giettaz                  | Biolley                                         | 45° 52′ 12″ N, 6° 29′ 04″ E                             | 3               | 3                     |
| 25 décembre 1602  | Savoie                  | La Giettaz                  | Vauray                                          | 45° 52′ 24″ N, 6° 29′ 56″ E                             | 2               | 1                     |
| mars 1603         | Hautes-Pyrénées         | Aulon                       | Village                                         | 42° 51′ 04″ N, 0° 17′ 50″ E                             | Plusieurs       | Le village            |
| 29 mars 1630      | Hautes-Alpes            | Le Monêtier-les-Bains       | La Madeleine                                    | 45° 02′ 05″ N, 6° 26′ 07″ E                             | Oui             | Oui                   |
| 20 janvier 1634   | Haute-Savoie            | Chamonix                    | Le Tour,                                        | 46° 00′ 08″ N, 6° 56′ 48″ E                             | 11              | 9                     |
| 1641              | Savoie                  | La Giettaz                  |                                                 |                                                         | 43              | Oui                   |
| 14 février 1644   | Hautes-Pyrénées         | Gèdre                       |                                                 |                                                         | 14              |                       |
| 14 février 1644   | Hautes-Pyrénées         | Viella                      |                                                 |                                                         | 8               | Oui                   |
| 14 février 1644   | Hautes-Pyrénées         | Luz-Saint-Sauveur           | Budéraous, l'Estibe                             | 42° 51′ 03″ N, 0° 02′ 13″ E 42° 51′ 10″ N, 0° 00′ 49″ E | 2               | Oui                   |
| 1er décembre 1644 | Isère                   | Oz-en-Oisans                | Sardonne-Voute                                  | 45° 07′ 18″ N, 6° 02′ 00″ E                             | 4               | 5                     |
| 26 février 1646   | Haute-Savoie            | Chamonix                    | Très-Le-Champ                                   | 45° 59′ 51″ N, 6° 55′ 34″ E                             | 6               | Oui                   |
| 1659              | Savoie                  | Bessans                     | Le Villaron - Chapelle St Bernard,              | 45° 20′ 01″ N, 7° 00′ 52″ E                             | 7               | 1                     |
| 5 mars 1674       | Haute-Savoie            | Vallorcine                  | Église                                          | 46° 02′ 22″ N, 6° 56′ 09″ E                             | 5               | 4                     |
| 7 janvier 1681    | Hautes-Alpes            | Abriès                      | La Grange; Les Traverses                        | 44° 49′ 03″ N, 6° 56′ 25″ E                             | 11              | 57                    |
| 7 janvier 1681    | Hautes-Alpes            | Molines                     | Pierre Grosse,                                  | 44° 43′ 32″ N, 6° 51′ 42″ E                             | 4               | 15                    |
| 7 janvier 1681    | Hautes-Alpes            | Ristolas                    | L'Echalp et bourg                               | 44° 45′ 35″ N, 6° 59′ 35″ E                             | 2               | 4                     |
| février 1699      | Isère                   | Allemond                    | Le Molard,                                      | 45° 10′ 00″ N, 6° 02′ 21″ E                             | 3               | Plusieurs             |
| 1700              | Hautes-Alpes            | Champoléon                  |                                                 |                                                         | 2               | 7                     |
| 4 janvier 1706    | Hautes-Alpes            | Molines                     | Serre,, Costeroux, La Chenal                    | 44° 43′ 51″ N, 6° 50′ 38″ E                             | 14              | 9                     |
| 4 janvier 1706    | Hautes-Alpes            | Château-Ville-Vieille       | Prats-Hauts                                     | 44° 45′ 02″ N, 6° 50′ 34″ E                             | Plusieurs       | Plusieurs             |
| 24 janvier 1706   | Hautes-Alpes            | Fouillouse                  | Serret                                          |                                                         | 18              | Plusieurs             |
| 24 janvier 1728   | Pyrénées-Orientales     | Fontpédrouse                | Bordo ; Coma Esca                               | 42° 30′ 43″ N, 2° 10′ 42″ E                             | 8               | 14                    |
| 7 février 1749    | Isère                   | Huez-en-Oisans              | Cotes et Grande Sure,                           | 45° 04′ 56″ N, 6° 03′ 22″ E                             | 38              | 30                    |
| 27 janvier 1757   | Hautes-Alpes            | Vallouise                   | Villard-de-Vallouise,                           | 44° 50′ 31″ N, 6° 28′ 14″ E                             | 32              | 24                    |
| 11 janvier 1770   | Haute-Garonne           | Saccourvielle               | Cap de la Pique de Plas                         |                                                         | 4               | 1                     |
| 11 janvier 1770   | Pyrénées-Atlantiques    | Cette-Eygun                 | Cristallère                                     | 42° 56′ 12″ N, 0° 34′ 51″ O                             | 3               | 7                     |
| 23 janvier 1772   | Savoie                  | Bonneval                    | Druges - Grande Feiche                          | 45° 22′ 21″ N, 7° 02′ 46″ E                             | 2               | Plusieurs             |
| mars 1778         | Hautes-Pyrénées         | Gèdre                       | Saignes; Les Chaudettes                         |                                                         | 8               | 20                    |
| mars 1778         | Hautes-Pyrénées         | Barèges                     | Labatsus                                        |                                                         | 4               | 32                    |
| 24 avril 1784     | Savoie                  | Bonneval                    | La Feiche,                                      | 45° 22′ 23″ N, 7° 02′ 56″ E                             | 7               | 1                     |
| 16 janvier 1787   | Pyrénées-Orientales     | Fontpédrouse                | Coma Esca                                       | 42° 30′ 43″ N, 2° 10′ 42″ E                             | 1               | Plusieurs             |
| 10 janvier 1788   | Hautes-Alpes            | Molines,                    | Costeroux, La Chenal,                           | 44° 43′ 51″ N, 6° 50′ 38″ E                             | 21              | 43                    |
| 10 janvier 1788   | Hautes-Alpes            | Ceillac,                    |                                                 |                                                         | ?               | 30                    |
| 21 février 1791   | Hautes-Alpes            | Ristolas                    | L'Echalp, Le Tanchet                            | 44° 45′ 35″ N, 6° 59′ 35″ E                             | 2               | 11                    |
| 21 février 1791   | Hautes-Alpes            | Molines                     | Pierre Grosse,                                  | 44° 43′ 32″ N, 6° 51′ 49″ E                             | 1               | 5                     |
| 22 janvier 1792   | Isère                   | Saint-Bernard-du-Touvet     | Depuis l'Aup du Seuil,                          | 45° 20′ 47″ N, 5° 54′ 16″ E                             | 2               | 6                     |
| 21 février 1792   | Hautes-Alpes            | Ristolas                    | L'Echalp, Le Tanchet                            | 44° 45′ 35″ N, 6° 59′ 35″ E                             | 1               | 5                     |
| 1793              | Savoie                  | La Léchère                  | Celliers,                                       |                                                         | 7               | Oui                   |
| 24 décembre 1793  | Hautes-Alpes            | Abries                      | Montette,                                       | 44° 50′ 11″ N, 6° 56′ 31″ E                             | 10              | Oui                   |
| 1801              | Ariège                  | Couflens                    | Salau (Combe de Mourerols)                      | 42° 45′ 34″ N, 1° 11′ 29″ E                             | 29              | Oui                   |
| 8 février 1802    | Hautes-Pyrénées         | Barèges                     | Midaou                                          | 42° 53′ 51″ N, 0° 03′ 48″ E                             | 11              | 27                    |
| 1805              | Alpes-de-Haute-Provence | Allos                       | Champ Richard,                                  | 44° 15′ 05″ N, 6° 40′ 35″ E                             | 14              | Oui                   |
| 10 février 1805   | Alpes-de-Haute-Provence | Le Lauzet-Ubaye             | Le Seuil                                        | 44° 25′ 15″ N, 6° 25′ 58″ E                             | 11              | Oui                   |
| 27 décembre 1806  | Pyrénées-Orientales     | Ayguatébia-Talau            | Talau                                           | 42° 33′ 44″ N, 2° 11′ 37″ E                             | 4               | 2                     |
| 1810              | Pyrénées-Orientales     | Fontpédrouse                | Bordo ; Coma Esca                               | 42° 30′ 43″ N, 2° 10′ 42″ E                             | 27              | Oui                   |
| 17 février 1812   | Haute-Savoie            | Morzine                     | Le Crêt, Lavanchy                               | 46° 09′ 37″ N, 6° 43′ 43″ E                             | 5               | 21                    |
| 11 avril 1816     | Hautes-Alpes            | La Chapelle-en-Valgaudémar  | Le Bas-Lieu,                                    | 44° 49′ 15″ N, 6° 09′ 42″ E                             | 2               | 5                     |
| 8 mars 1817       | Haute-Savoie            | Les Houches                 |                                                 |                                                         | 3               | Oui                   |
| 11 mars 1817      | Haute-Savoie            | Les Houches                 |                                                 |                                                         | 4               | Oui                   |
| 1822              | Pyrénées-Orientales     | Fontpédrouse                | Coume Escale                                    | 42° 30′ 43″ N, 2° 10′ 42″ E                             | 8               | Oui                   |
| 6 mars 1823       | Hautes-Pyrénées         | Barèges                     | Midaou                                          | 42° 53′ 51″ N, 0° 03′ 48″ E                             | 1               | 11                    |
| 1837              | Alpes-de-Haute-Provence | Blégiers                    | Chavailles (La Colle)                           | 44° 10′ 33″ N, 6° 26′ 43″ E                             | 7               | Oui                   |
| 1840              | Alpes-de-Haute-Provence | Uvernet-Fours               | Goudine                                         | 44° 19′ 19″ N, 6° 42′ 14″ E                             | 1               | Oui                   |
| 27 janvier 1842   | Hautes-Pyrénées         | Barèges                     | Theil                                           | 42° 53′ 52″ N, 0° 03′ 57″ E                             | 2               | 35                    |
| 15 janvier 1843   | Savoie                  | La Giettaz,                 |                                                 |                                                         | 16              | 5                     |
| 16 janvier 1843   | Hautes-Alpes            | Châteauroux-les-Alpes       | Les Gérards                                     | 44° 36′ 13″ N, 6° 30′ 08″ E                             | 4               | 1                     |
| janvier 1843      | Isère                   | Valjouffrey                 | Valsenestre,                                    | 44° 54′ 29″ N, 6° 03′ 15″ E                             | 8               | 5                     |
| 15 janvier 1843   | Haute-Savoie            | Les Houches                 |                                                 |                                                         | 5               | 4                     |
| 1844              | Savoie                  | La Giettaz,                 |                                                 |                                                         | 4               | Oui                   |
| 15 février 1847   | Haute-Savoie            | Chamonix                    | Les Praz (Le Grand Châble)                      | 45° 56′ 24″ N, 6° 52′ 49″ E                             | 7               | 1                     |
| 1er mars 1853     | Isère                   | Saint-Hilaire-du-Touvet,    | Les Gandins                                     | 45° 18′ 22″ N, 5° 52′ 51″ E                             | 1               | 1                     |
| 5 avril 1855      | Hautes-Pyrénées         | Barèges,                    | Theil, Midaou et autres                         | 42° 53′ 52″ N, 0° 03′ 57″ E 42° 53′ 51″ N, 0° 03′ 48″ E | 12              | 60                    |
| 1855              | Hautes-Alpes            | Ristolas                    | L'Echalp                                        | 44° 45′ 35″ N, 6° 59′ 35″ E                             | 6               | 5                     |
| 1855              | Cantal                  | Cheylade                    | Caire                                           | 45° 14′ 38″ N, 2° 44′ 30″ E                             | 7               | 1                     |
| 16 mars 1863      | Pyrénées-Orientales     | Targasonne,                 | Depuis Pic dels Moros                           | 42° 30′ 17″ N, 1° 59′ 56″ E                             | 7               | Oui                   |
| 12 février 1881   | Savoie                  | Tignes                      | Les Brévières,                                  | 45° 30′ 28″ N, 6° 55′ 16″ E                             | 9               | 14                    |
| 18 novembre 1882  | Pyrénées-Atlantiques    | Eaux-Bonnes                 | Gourette mines d'Arre                           | 42° 55′ 45″ N, 0° 19′ 23″ O                             | 16              | Oui                   |
| 18 janvier 1885   | Hautes-Alpes            | Ristolas,                   | La Monta                                        | 44° 45′ 57″ N, 6° 59′ 03″ E                             | 6               | 5                     |
| 2 janvier 1895    | Ariège                  | Orlu                        | Bourg,                                          | 42° 42′ 10″ N, 1° 53′ 16″ E                             | 15              | 5                     |
| 3 janvier 1895    | Ariège                  | Bonac-Irazein               | Luentein                                        | 42° 50′ 40″ N, 0° 58′ 47″ E                             | 2               | 8                     |
| 5 janvier 1895    | Ariège                  | Ax-les-Thermes              | Première Bazerque                               | 42° 42′ 48″ N, 1° 50′ 05″ E                             | 3               | 1                     |
| 17 mars 1895      | Ariège                  | Auzat                       | Emperrot                                        | 42° 43′ 00″ N, 1° 26′ 09″ E                             | 12              | Oui                   |
| 2 février 1907    | Hautes-Pyrénées         | Barèges                     | Theil et Midaou                                 | 42° 53′ 52″ N, 0° 03′ 57″ E 42° 53′ 51″ N, 0° 03′ 48″ E | 3               | 21                    |
| 16 janvier 1915   | Savoie                  | Saint-Colomban-des-Villards | Martinan                                        | 45° 17′ 52″ N, 6° 14′ 03″ E                             | 2               | Oui                   |
| 23 février 1915   | Hautes-Alpes            | Rabou                       | La Caille                                       | 44° 35′ 23″ N, 6° 00′ 43″ E                             | 3               | 2                     |
| 23 février 1915   | Hautes-Alpes            | Aspres-lès-Corps            | Les Sambus                                      | 44° 48′ 27″ N, 6° 00′ 00″ E                             | 1               | 1                     |
| 10 février 1917   | Pyrénées-Orientales     | Valmanya                    | La Pinouse-Roca Gelera (article détaillé)       | 42° 31′ 18″ N, 2° 32′ 49″ E                             | 12              | 1                     |
| 30 mars 1919      | Hautes-Alpes            | Champoléon                  | Meollion                                        | 44° 43′ 17″ N, 6° 17′ 19″ E                             | 2               | 2                     |
| 4 février 1922    | Savoie                  | Saint-Colomban-des-Villards | La Chenal                                       | 45° 17′ 58″ N, 6° 14′ 17″ E                             | 1               | 1                     |
| 23 décembre 1923  | Savoie                  | Beaufort                    | Arêches (Les Lanches de Beaubois),              | 45° 41′ 57″ N, 6° 36′ 41″ E                             | 10              | 2                     |
| 28 décembre 1923  | Savoie                  | La Giettaz                  | Maigre d'Amont,                                 | 45° 52′ 15″ N, 6° 29′ 48″ E                             | 2               | 3                     |
| 8 février 1927    | Haute-Corse             | Nocario                     | Hameau de Tigliola                              | 42° 23′ 33″ N, 9° 20′ 43″ E                             | 2               | 1                     |
| 8 février 1927    | Haute-Corse             | San Lorenzo,                | ?                                               |                                                         | 2               | 1                     |
| 21 mars 1933      | Savoie                  | Orelle                      | Barrage de Bissorte                             | 45° 10′ 50″ N, 6° 34′ 35″ E                             | 7               | 1                     |
| 4 février 1934    | Corse                   | Ortiporio                   | Village Prunelli,                               | 42° 27′ 20″ N, 9° 20′ 35″ E                             | 37              | Oui                   |
| 4 février 1934    | Corse-du-Sud            | Bocognano                   | Village                                         | 42° 04′ 48″ N, 9° 03′ 20″ E                             | 9               | 1                     |
| 24 mars 1939      | Ariège                  | Auzat                       | Barrage d'Izourt                                | 42° 41′ 39″ N, 1° 29′ 55″ E                             | 28              | Oui                   |
| 30 janvier 1942   | Savoie                  | Saint-Colomban-des-Villards | Chef-lieu (Combe Barral)                        | 45° 17′ 38″ N, 6° 13′ 31″ E                             | 2               | 2                     |
| 31 janvier 1942   | Savoie                  | Saint-Colomban-des-Villards | La Chenal                                       | 45° 17′ 58″ N, 6° 14′ 17″ E                             | 2               | 5                     |
| 10 mars 1946      | Hautes-Alpes            | Ristolas                    | L'Echalp                                        | 44° 45′ 35″ N, 6° 59′ 35″ E                             | 4               | Oui                   |
| 9 février 1950    | Isère                   | Huez                        | Mine de l'Herpie,                               | 45° 05′ 37″ N, 6° 06′ 21″ E                             | 12              | Oui                   |
| 10 février 1950   | Savoie                  | Tignes                      | Les Brévières (Les Ruines),                     | 45° 30′ 27″ N, 6° 55′ 12″ E                             | 6               | 2                     |
| 9 février 1955    | Savoie                  | Tignes                      | Les Almes,                                      | 45° 28′ 22″ N, 6° 54′ 30″ E                             | 1               | 1                     |
| 16 février 1969   | Corse                   | Asco                        | Station de Stagnu                               | 42° 24′ 15″ N, 8° 55′ 28″ E                             | 4               | 1                     |
| 10 février 1970   | Savoie                  | Val-d'Isère                 | Centre UCPA,                                    | 45° 26′ 50″ N, 6° 59′ 02″ E                             | 39              | Oui                   |
| 10 février 1970   | Savoie                  | La Giettaz                  | Les Gorandières,                                | 45° 52′ 16″ N, 6° 29′ 29″ E                             | 2               | 2                     |
| 12 février 1970   | Savoie                  | Val-d'Isère                 | Châtelard Chalet Delta                          | 45° 26′ 27″ N, 6° 58′ 28″ E                             | 1               | Non                   |
| 24 février 1970   | Savoie                  | Lanslevillard,              | Village amont : L'Adroit,                       | 45° 17′ 31″ N, 6° 54′ 49″ E                             | 8               | 5                     |
| 2 février 1978    | Haute-Savoie            | Chamonix                    | Le Tour,                                        | 46° 00′ 06″ N, 6° 56′ 39″ E                             | 5               | Oui                   |
| 20 janvier 1981   | Savoie                  | Saint-Étienne-de-Cuines,    | Mont Cuchet Le Tremble                          | 45° 20′ 33″ N, 6° 16′ 36″ E                             | 2               | 5                     |
| 9 février 1984    | Haute-Savoie            | Flaine                      | Gare d'arrivée du télébenne,                    | 46° 00′ 19″ N, 6° 41′ 53″ E                             | 1               | Non                   |
| 30 janvier 1986   | Pyrénées-Orientales     | Porté-Puymorens,            | Rive Redoune/Riba Rodona, Résidence Font Frède, | 42° 33′ 01″ N, 1° 49′ 49″ E                             | 2               | 3                     |
| 14 février 1990   | Savoie                  | Val-d'Isère                 | Châtelard, Chalet Mike                          | 45° 26′ 27″ N, 6° 58′ 28″ E                             | 1               | 1                     |
| 22 décembre 1991  | Savoie                  | Mâcot-la-Plagne             | Belle-Plagne : bâtiment Pierre de Soleil,       | 45° 30′ 28″ N, 6° 42′ 33″ E                             | 1               | Non                   |
| 9 février 1999    | Haute-Savoie            | Chamonix                    | Montroc,                                        | 45° 59′ 56″ N, 6° 56′ 19″ E                             | 12              | 14                    |

Différents événements se sont produits dans des bâtiments assimilés à des habitations (= lieux de résidence) mais de nature plutôt industrielle : mines (en 1950, 1917, 1882) et barrages (en 1939, 1933).

### Sites avec avalanches mortelles multiples
Le tableau triable suivant est constitué d'une liste d'événements avalancheux ayant :
- des références historiques localisées et,
- s'étant reproduit au moins trois fois dans le même site en y causant à chaque fois au moins un mort.

| Chronologie | Chronologie       | Localisation        | Localisation        | Localisation                      | Localisation                | Mort(s) | Mort(s)           |
| Nombre      | Date              | Département         | Commune             | Lieu-dit                          | Coordonnées                 | Nombre  | Activité initiale |
| ----------- | ----------------- | ------------------- | ------------------- | --------------------------------- | --------------------------- | ------- | ----------------- |
| 10          | 12 août 1954      | Haute-Savoie        | Chamonix            | Mont-Blanc du Tacul               | 45° 51′ 44″ N, 6° 52′ 52″ E | 2       | Alpinisme         |
| 10          | 16 juillet 1974   | Haute-Savoie        | Chamonix            | Mont-Blanc du Tacul               | 45° 51′ 44″ N, 6° 52′ 52″ E | 8       | Alpinisme         |
| 10          | 13 juillet 1992   | Haute-Savoie        | Chamonix            | Mont-Blanc du Tacul               | 45° 51′ 44″ N, 6° 52′ 52″ E | 2       | Alpinisme         |
| 10          | 11 juillet 2004,  | Haute-Savoie        | Chamonix            | Mont-Blanc du Tacul               | 45° 51′ 44″ N, 6° 52′ 52″ E | 2       | Alpinisme         |
| 10          | 27 juillet 2005,  | Haute-Savoie        | Chamonix            | Mont-Blanc du Tacul               | 45° 51′ 44″ N, 6° 52′ 52″ E | 1       | Alpinisme         |
| 10          | 19 août 2006,     | Haute-Savoie        | Chamonix            | Mont-Blanc du Tacul               | 45° 51′ 44″ N, 6° 52′ 52″ E | 2       | Alpinisme         |
| 10          | 17 juin 2007,     | Haute-Savoie        | Chamonix            | Mont-Blanc du Tacul               | 45° 51′ 44″ N, 6° 52′ 52″ E | 2       | Alpinisme         |
| 10          | 24 août 2008,     | Haute-Savoie        | Chamonix            | Mont-Blanc du Tacul               | 45° 51′ 44″ N, 6° 52′ 52″ E | 8       | Alpinisme         |
| 10          | 13 août 2013,     | Haute-Savoie        | Chamonix            | Mont-Blanc du Tacul               | 45° 51′ 44″ N, 6° 52′ 52″ E | 2       | Alpinisme         |
| 10          | 20 juin 2016,     | Haute-Savoie        | Chamonix            | Mont-Blanc du Tacul               | 45° 51′ 44″ N, 6° 52′ 52″ E | 1       | Alpinisme         |
| 7           | 1408,             | Hautes-Alpes        | Ristolas            | L'Echalp                          | 44° 45′ 35″ N, 6° 59′ 35″ E | 18      | Habitants         |
| 7           | 7 janvier 1681    | Hautes-Alpes        | Ristolas            | L'Echalp                          | 44° 45′ 35″ N, 6° 59′ 35″ E | 2       | Habitants         |
| 7           | 21 février 1791   | Hautes-Alpes        | Ristolas            | L'Echalp                          | 44° 45′ 35″ N, 6° 59′ 35″ E | 2       | Habitants         |
| 7           | 21 février 1792   | Hautes-Alpes        | Ristolas            | L'Echalp                          | 44° 45′ 35″ N, 6° 59′ 35″ E | 1       | Habitants         |
| 7           | 1855              | Hautes-Alpes        | Ristolas            | L'Echalp                          | 44° 45′ 35″ N, 6° 59′ 35″ E | 6       | Habitants         |
| 7           | 19 janvier 1885   | Hautes-Alpes        | Ristolas            | L'Echalp                          | 44° 45′ 35″ N, 6° 59′ 35″ E | 6       | Habitants         |
| 7           | 10 mars 1946      | Hautes-Alpes        | Ristolas            | L'Echalp                          | 44° 45′ 35″ N, 6° 59′ 35″ E | 4       | Habitants         |
| 4           | 8 février 1802    | Hautes-Pyrénées     | Barèges             | Midaou                            | 42° 53′ 51″ N, 0° 03′ 48″ E | 11      | Habitants         |
| 4           | 6 mars 1823       | Hautes-Pyrénées     | Barèges             | Midaou                            | 42° 53′ 51″ N, 0° 03′ 48″ E | 1       | Habitants         |
| 4           | 5 avril 1855      | Hautes-Pyrénées     | Barèges             | Midaou                            | 42° 53′ 51″ N, 0° 03′ 48″ E | 4       | Habitants         |
| 4           | 2 février 1907    | Hautes-Pyrénées     | Barèges             | Midaou                            | 42° 53′ 51″ N, 0° 03′ 48″ E | 2       | Habitants         |
| 4           | 5 janvier 2005    | Savoie              | Bourg-Saint-Maurice | Les Arcs, Aiguille Rouge          | 45° 33′ 02″ N, 6° 50′ 41″ E | 1       | Ski hors-piste    |
| 4           | 14 mars 2008      | Savoie              | Bourg-Saint-Maurice | Les Arcs, Aiguille Rouge          | 45° 33′ 02″ N, 6° 50′ 41″ E | 1       | Ski hors-piste    |
| 4           | 1er janvier 2010  | Savoie              | Bourg-Saint-Maurice | Les Arcs, Aiguille Rouge          | 45° 33′ 02″ N, 6° 50′ 41″ E | 3       | Ski hors-piste    |
| 4           | 29 mars 2013,     | Savoie              | Bourg-Saint-Maurice | Les Arcs, Aiguille Rouge          | 45° 33′ 02″ N, 6° 50′ 41″ E | 1       | Ski alpin         |
| 4           | 24 janvier 1728   | Pyrénées-Orientales | Fontpédrouse        | Bordo, Coma Esca                  | 42° 30′ 43″ N, 2° 10′ 42″ E | 8       | Habitants         |
| 4           | 16 janvier 1787   | Pyrénées-Orientales | Fontpédrouse        | Bordo, Coma Esca                  | 42° 30′ 43″ N, 2° 10′ 42″ E | 1       | Habitants         |
| 4           | 1810              | Pyrénées-Orientales | Fontpédrouse        | Bordo, Coma Esca                  | 42° 30′ 43″ N, 2° 10′ 42″ E | 27      | Habitants         |
| 4           | 1822              | Pyrénées-Orientales | Fontpédrouse        | Bordo, Coma Esca                  | 42° 30′ 43″ N, 2° 10′ 42″ E | 8       | Habitants         |
| 4           | 1820              | Haute-Savoie        | Chamonix            | Mont Maudit                       | 45° 50′ 58″ N, 6° 52′ 32″ E | 3       | Alpinisme         |
| 4           | 20 mai 2000,      | Haute-Savoie        | Chamonix            | Mont Maudit                       | 45° 50′ 58″ N, 6° 52′ 32″ E | 2       | Alpinisme         |
| 4           | 12 juillet 2012,  | Haute-Savoie        | Chamonix            | Mont Maudit                       | 45° 50′ 58″ N, 6° 52′ 32″ E | 9       | Alpinisme         |
| 4           | 16 août 2016,     | Haute-Savoie        | Chamonix            | Mont Maudit                       | 45° 50′ 58″ N, 6° 52′ 32″ E | 3       | Alpinisme         |
| 3           | 27 janvier 1842   | Hautes-Pyrénées     | Barèges             | Theil                             | 42° 53′ 52″ N, 0° 03′ 57″ E | 2       | Habitants         |
| 3           | 5 avril 1855      | Hautes-Pyrénées     | Barèges             | Theil                             | 42° 53′ 52″ N, 0° 03′ 57″ E | 2       | Habitants         |
| 3           | 2 février 1907    | Hautes-Pyrénées     | Barèges             | Theil                             | 42° 53′ 52″ N, 0° 03′ 57″ E | 1       | Habitants         |
| 3           | 17 janvier 1996   | Savoie              | Val-d'Isère         | Solaise - Cugnaï                  | 45° 24′ 38″ N, 7° 00′ 30″ E | 1       | Ski hors-piste    |
| 3           | 4 avril 2009,     | Savoie              | Val-d'Isère         | Solaise - Cugnaï                  | 45° 24′ 38″ N, 7° 00′ 30″ E | 1       | Ski hors-piste    |
| 3           | 18 mars 2011,     | Savoie              | Val-d'Isère         | Solaise - Cugnaï                  | 45° 24′ 38″ N, 7° 00′ 30″ E | 1       | Ski hors-piste    |
| 3           | 10 janvier 2004,  | Savoie              | Tignes              | Couloir des Tufs                  | 45° 27′ 31″ N, 6° 54′ 32″ E | 2       | Ski hors-piste    |
| 3           | 3 janvier 2007,   | Savoie              | Tignes              | Couloir des Tufs                  | 45° 27′ 31″ N, 6° 54′ 32″ E | 1       | Ski hors-piste    |
| 3           | 9 janvier 2008,   | Savoie              | Tignes              | Couloir des Tufs                  | 45° 27′ 31″ N, 6° 54′ 32″ E | 1       | Ski hors-piste    |
| 3           | 9 janvier 2006    | Savoie              | Villaroger          | Les Arcs, Combe des Lanchettes    | 45° 34′ 12″ N, 6° 50′ 51″ E | 2       | Ski hors-piste    |
| 3           | 28 janvier 2006   | Savoie              | Villaroger          | Les Arcs, Combe des Lanchettes    | 45° 34′ 12″ N, 6° 50′ 51″ E | 1       | Ski hors-piste    |
| 3           | 1er janvier 2010, | Savoie              | Villaroger          | Les Arcs, Combe des Lanchettes    | 45° 34′ 12″ N, 6° 50′ 51″ E | 3       | Ski hors-piste    |
| 3           | 18 janvier 2010,  | Savoie              | Val-d'Isère         | Signal de l'Iseran - Grand Vallon | 45° 26′ 26″ N, 7° 02′ 14″ E | 1       | Ski hors-piste    |
| 3           | 11 janvier 2011,  | Savoie              | Val-d'Isère         | Signal de l'Iseran - Grand Vallon | 45° 26′ 26″ N, 7° 02′ 14″ E | 4       | Ski hors-piste    |
| 3           | 21 décembre 2012, | Savoie              | Val-d'Isère         | Signal de l'Iseran - Grand Vallon | 45° 26′ 26″ N, 7° 02′ 14″ E | 1       | Ski hors-piste    |
| 3           | 6 mars 1989       | Savoie              | Tignes              | Lavachet - Pas de Tovière         | 45° 27′ 57″ N, 6° 55′ 02″ E | 3       | Ski hors-piste    |
| 3           | 5 décembre 2012   | Savoie              | Tignes              | Lavachet - Pas de Tovière         | 45° 27′ 57″ N, 6° 55′ 02″ E | 1       | Ski hors-piste    |
| 3           | 13 février 2017,  | Savoie              | Tignes              | Lavachet - Pas de Tovière         | 45° 27′ 57″ N, 6° 55′ 02″ E | 4       | Ski hors-piste    |

### Avalanches avec 5 morts ou plus depuis 1950
Le tableau triable suivant est constitué d'une liste d'accidents d'avalanche ayant :
- des références historiques à partir de 1950 localisées et,
- au moins 5 victimes décédés dans la même avalanche.

| Morts  | Morts               | Localisation    | Localisation               | Localisation                        | Localisation                | Chronologie       |
| Nombre | Activité initiale   | Département     | Commune                    | Lieu-dit                            | Coordonnées                 | Date              |
| ------ | ------------------- | --------------- | -------------------------- | ----------------------------------- | --------------------------- | ----------------- |
| 39     | Habitants           | Savoie          | Val-d'Isère                | Centre UCPA,                        | 45° 26′ 50″ N, 6° 59′ 02″ E | 10 février 1970   |
| 14     | Alpinisme           | Haute-Savoie    | Chamonix                   | Aiguille Verte (couloir Cordier)    | 45° 56′ 21″ N, 6° 58′ 15″ E | 7 juillet 1964    |
| 12     | Habitants           | Haute-Savoie    | Chamonix                   | Montroc,                            | 45° 59′ 56″ N, 6° 56′ 19″ E | 9 février 1999    |
| 12     | Habitants           | Isère           | Huez                       | Mine de l'Herpie,                   | 45° 05′ 37″ N, 6° 06′ 21″ E | 9 février 1950    |
| 11     | Randonnée raquettes | Hautes-Alpes    | Crots                      | Crête du Lauzet,                    | 44° 28′ 50″ N, 6° 30′ 27″ E | 23 janvier 1998   |
| 9      | Alpinisme           | Haute-Savoie    | Chamonix                   | Mont Maudit,                        | 45° 50′ 58″ N, 6° 52′ 32″ E | 12 juillet 2012   |
| 9      | Randonnée à ski     | Hautes-Alpes    | Abriès                     | Pic de Malrif                       | 44° 49′ 48″ N, 6° 52′ 10″ E | 13 février 1991   |
| 8      | Alpinisme           | Haute-Savoie    | Chamonix                   | Mont-Blanc du Tacul,                | 45° 51′ 44″ N, 6° 52′ 52″ E | 24 août 2008      |
| 8      | Alpinisme           | Haute-Savoie    | Chamonix                   | Mont-Blanc du Tacul                 | 45° 51′ 44″ N, 6° 52′ 52″ E | 16 juillet 1974   |
| 8      | Habitants           | Savoie          | Lanslevillard,             | Village amont : L'Adroit            | 45° 17′ 31″ N, 6° 54′ 49″ E | 24 février 1970   |
| 7      | Alpinisme           | Hautes-Alpes    | Pelvoux                    | Dôme de neige des Écrins            | 44° 55′ 27″ N, 6° 21′ 28″ E | 15 septembre 2015 |
| 7      | Ski alpin           | Savoie          | Saint-Martin-de-Belleville | Val Thorens Péclet - Piste Béranger | 45° 17′ 32″ N, 6° 35′ 58″ E | 21 novembre 1992  |
| 7      | Ski alpin           | Hautes-Pyrénées | La Mongie                  | Face nord du Pène Guilhemeste,      | 42° 54′ 15″ N, 0° 10′ 24″ E | 15 février 1976   |
| 6      | Randonnée à ski     | Haute-Savoie    | Les Contamines-Montjoie    | Glacier d'Armancette,               | 45° 48′ 26″ N, 6° 46′ 56″ E | 9 avril 2023      |
| 6      | Randonnée à ski     | Savoie          | Modane                     | Col du Petit Argentier, Valfréjus,  | 45° 08′ 24″ N, 6° 39′ 03″ E | 18 janvier 2016   |
| 6      | Randonnée à ski     | Hautes-Alpes    | Ceillac                    | Vallon du Bachas                    | 44° 38′ 19″ N, 6° 46′ 02″ E | 24 janvier 2015   |
| 6      | Ski hors-piste      | Savoie          | Val-d'Isère                | Vallon du Manchet                   | 45° 24′ 45″ N, 6° 57′ 47″ E | 4 mars 2002       |
| 6      | Habitants           | Savoie          | Tignes                     | Les Brévières (Les Ruines),         | 45° 30′ 27″ N, 6° 55′ 12″ E | 10 février 1950   |
| 5      | Randonnée à ski     | Hautes-Alpes    | Orcières                   | Prapic                              | 44° 42′ 32″ N, 6° 24′ 09″ E | 23 février 2000   |
| 5      | Habitants           | Haute-Savoie    | Chamonix                   | Le Tour,                            | 46° 00′ 06″ N, 6° 56′ 39″ E | 2 février 1978    |
| 5      | Randonnée à ski     | Hautes-Alpes    | Ceillac                    | Col de Girardin,                    | 44° 36′ 33″ N, 6° 49′ 14″ E | 9 avril 1971      |